# Tue Ritzau
Tue Ritzau (født 26. juli 1930, død 26. august 2017) var en dansk instruktør og manuskriptforfatter, der bl.a. stod bag en lang række naturfilm om fugle. Som ung læste Ritzau litteraturhistorie på Københavns Universitet og var fra 1955 til 1960 ansat på det nystiftede filmselskab Laterna Film som assistent. I midten af 1970'erne stiftede Ritzau sit eget produktionsselskab, Ritzau Film.

## Udvalgt filmografi
- En god cigar (1992)
- Fuglespor - en film om Ejler Bille (1992)
- Verdens største nationalpark (1991)
- Fugl Phønix i Ribe (1988)
- Magt er en permanent sammensværgelse (1982)
- Rom er et fortryllet bur... (1980)
- Aswan - den store dæmning (1976)
- Nomade i Negev-Ørkenen (1975)
- Fårehyrde ved Bethlehem (1975)
- Kamelhyrde ved Jericho (1975)
- En Thora-skriver (1975)
- Påske i Jerusalem (1972)
- Portræt af et menneske (1971)
- Hvad skal vi med aviser? (1967)
- Kamp nr. 7 (1966)
- Fugle i naturen (17 film, 1966-1971)
- Børsen (1965)
- Åen (1963)
- Stranden (1962)
- Marken (1962)
- Skoven (1962)
- Danske husdyr (1962)
- En dag i søværnet (1962)
- Luftangreb (1959)